# 稲佐山
稲佐山（いなさやま）は、長崎県長崎市にある標高333メートルの山。稲佐山公園が整備されており、遊具広場や草スキー場、野外ステージなどがある。
稲佐山公園及び長崎ロープウェイについては、ビルメンテナンス事業者の株式会社大和総業と、一般財団法人長崎ロープウェイ・水族館により構成される「アトラクト稲佐山共同事業体」が指定管理者として管理・運営を行っている。

## 概要

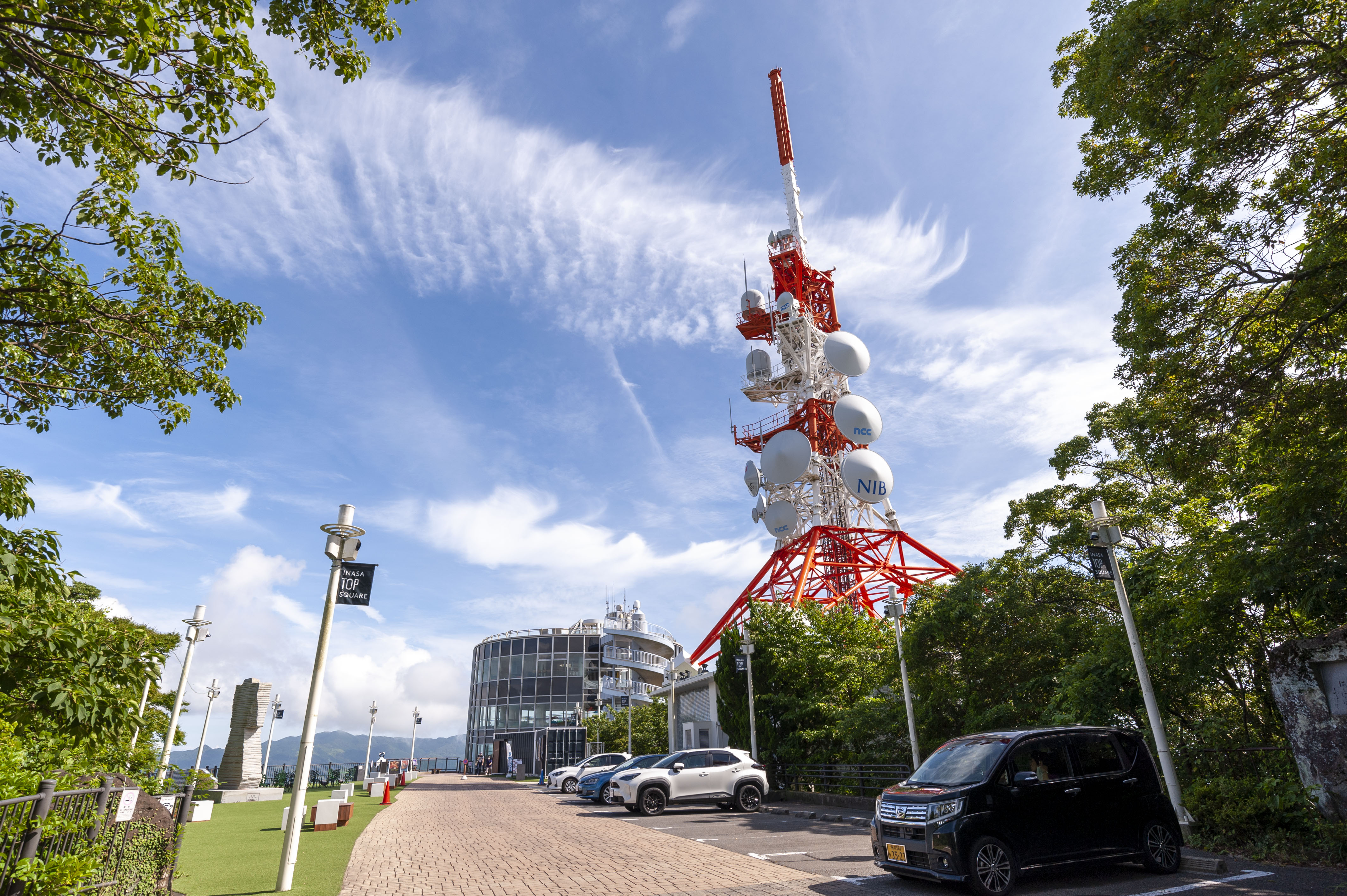
山頂にある展望台と電波塔

長崎市市街地の西方に位置し、裾野にも多くの建造物が建ち並ぶ。山頂には展望台や放送局の送信設備が設置されている。展望台からは市内全域を一望できるようになっているほか、夜景の名所でもあり函館の函館山、神戸の摩耶山と共に一般社団法人 夜景観光コンベンション・ビューローの定める日本三大夜景として位置づけられる。また、稲佐山からの夜景は「1000万ドルの夜景」と称される。稲佐山の山頂自体も夜景スポットとなっており、夜間には電波塔のライトアップが行われるようになっている。
2012年10月5日には、モナコ、香港と並び世界新三大夜景として認定された。

## 稲佐山公園

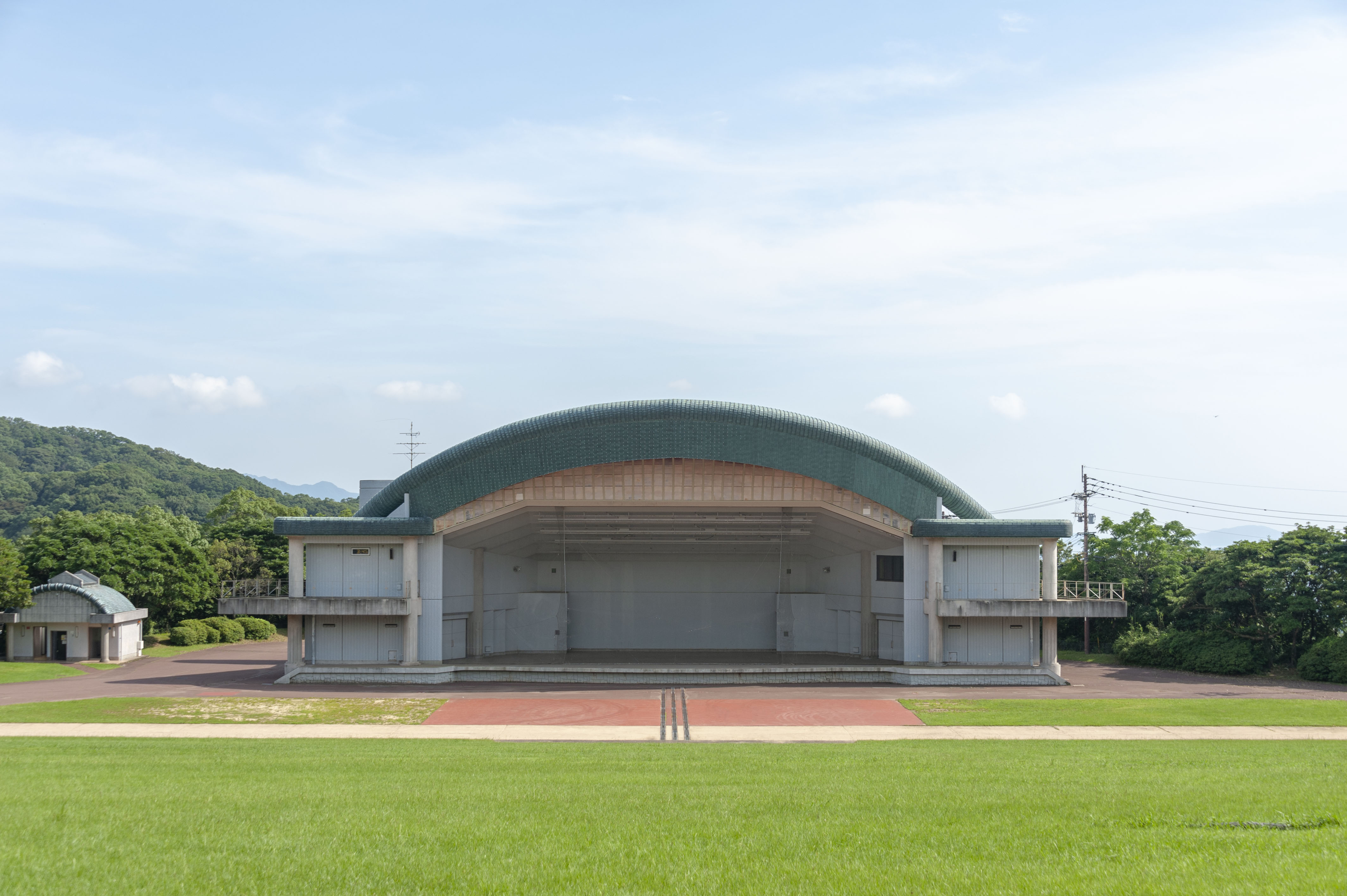
稲佐山野外音楽堂

稲佐山公園には遊具広場、草スキー場、野外ステージなどが整備されている。
野外ステージ
園内には1万5000人が観覧できる芝生席の野外ステージが設置されている。'90長崎旅博覧会の際に建設され、地元長崎出身のさだまさしの無料野外ライブ「夏 長崎から さだまさし」（1987年 - 2006年）をきっかけに環境の整備が行われた。同じく地元出身の福山雅治（2000年、2009年、2015年）のほか、平井堅、MISIAなど数多くのアーティストがコンサートを行い、「Sky Jamboree」など九州における野外コンサートの主要会場となっている。また、福山は自身の曲「約束の丘」を稲佐山公式ソングとしている。
猿舎及び鹿放牧場
1990年（平成2年）に「猿舎」と「鹿放牧場」が整備された。
シカ舎の脇にはエサ用の自動販売機が設置されており、シカせんべいが200円、鹿の角が300円、シカのエサ用の野菜スティックが300円で買うことができる。
2004年（平成16年）、地域住民や有識者で構成する「動物ひろば検討協議会」は、飼育している動物の種類が少なく場所も分かりにくいとして長崎市に廃止を提言した。長崎市では飼育数を減らしていき廃止する方向性であるが、2024年2月末の時点でシカ72匹、サル21匹となっており同月の市議会定例会で廃止時期を見通せていないと報告された。

## 登山道および連絡通路
登山道がいくつか整備されており、自然の中を歩きながら山を登ることが出来る。登山道付近は火砕岩地質で土壌が悪く、ナガサキマンネングサなど他の土地では見られない植物が生育している。

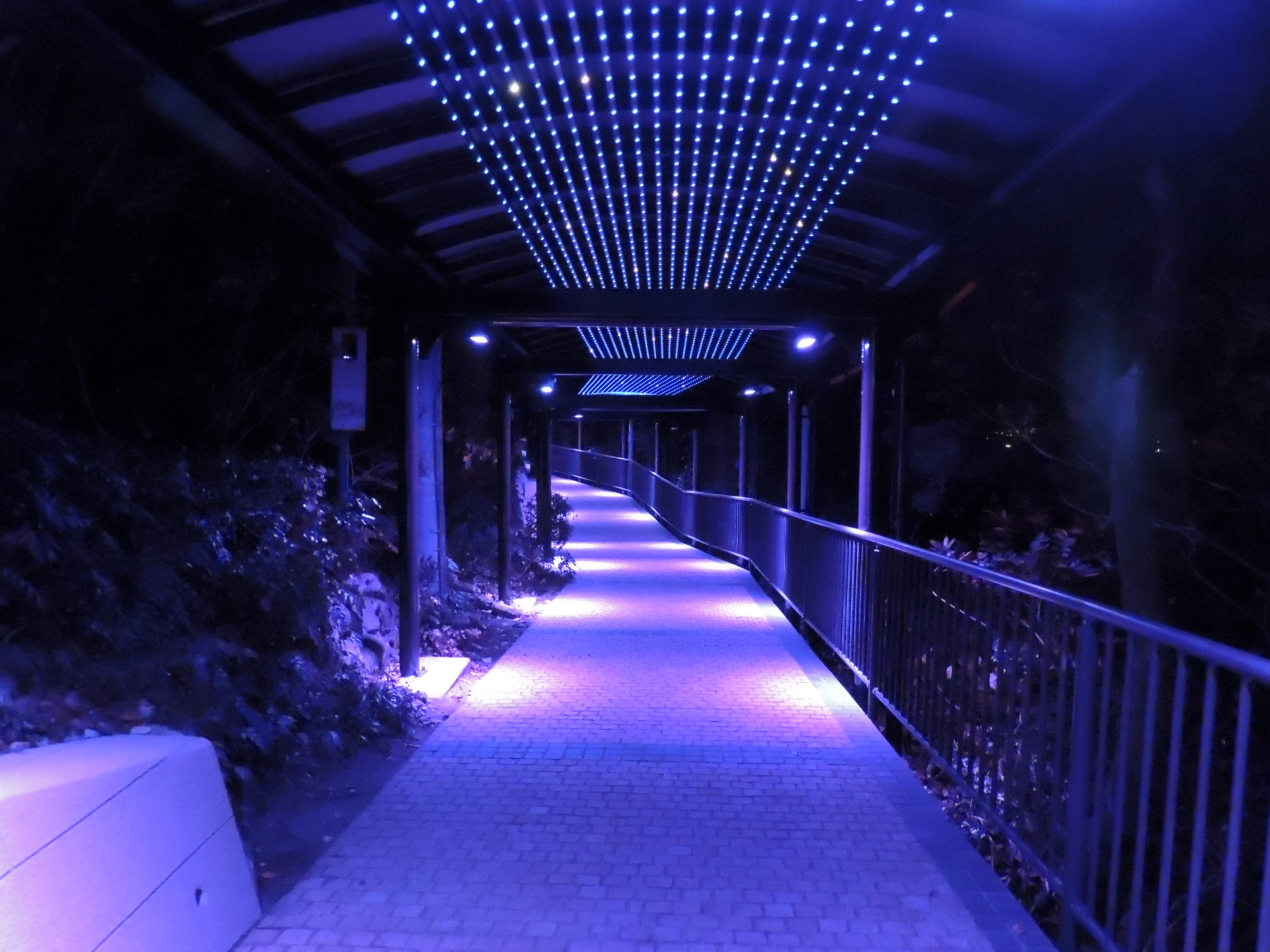
連絡通路を照らすLED。通常は青色である。
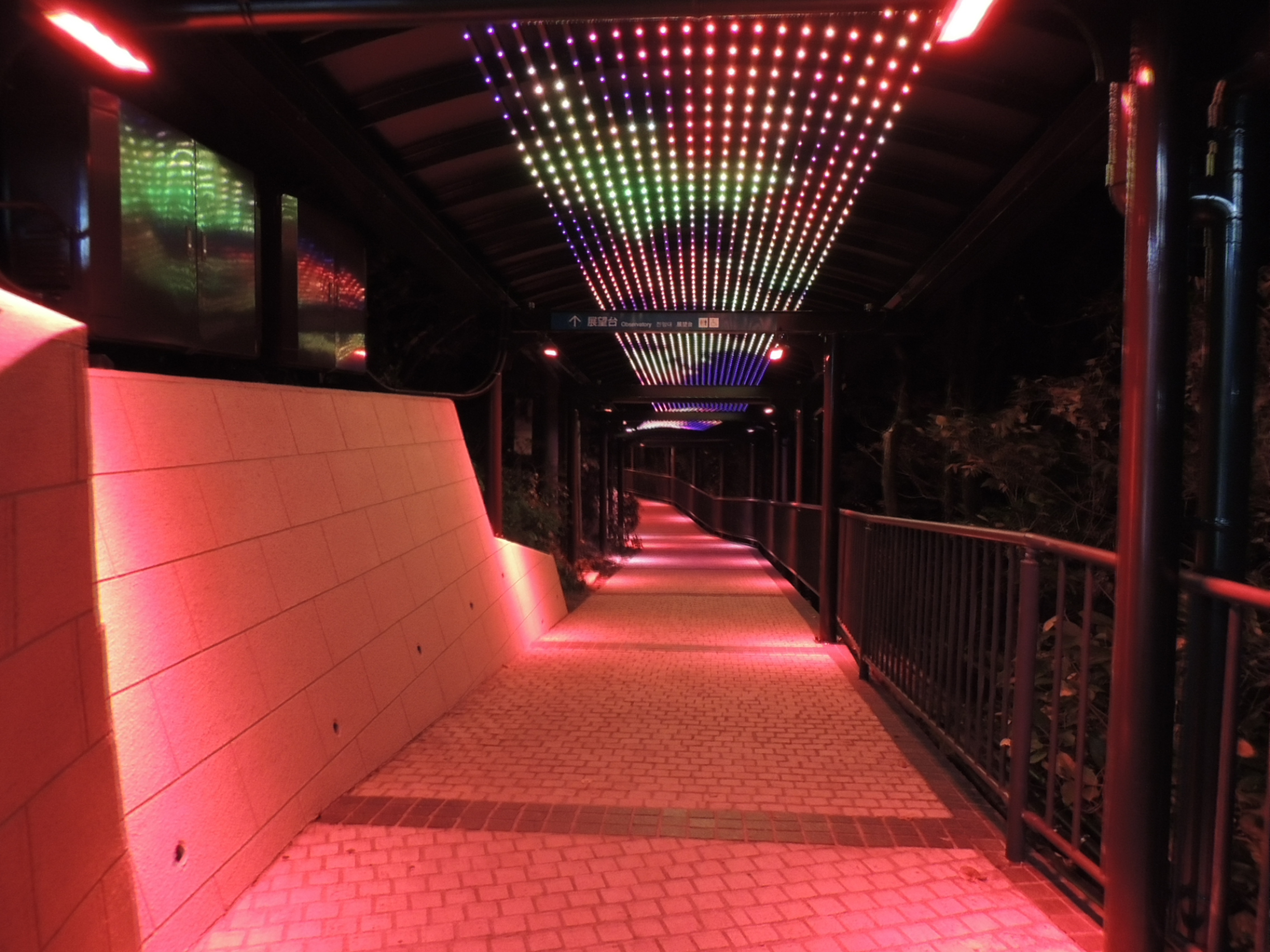
連絡通路を照らすLED。3分毎にレインボーカラーとなる。

## 交通

### ロープウェイ
稲佐山へは、長崎ロープウェイを使うことで直接山頂まで登る事ができる。営業キロは1.110 kmで、三線交走式で運行される。
また、2012年10月4日より、稲佐山展望台と稲佐岳駅を結ぶ通路の天井に約6,000個の発光ダイオード（LED）が埋め込まれた「光のトンネル」の運用が開始されている。通常は青点灯であるが、季節ごとに色が変わり、30分毎に龍の模様が浮かぶようになっている。
- 稲佐山ロープウェイ

### スロープカー
スカイウェイの廃止後、中腹駐車場から山頂展望台まではバスによる輸送が行われていたが、観光シーズンの輸送が不便であったため、長崎市が2016年から2020年にかけてスロープカーを設置するに至った。デザインは奥山清行、開発と製作は嘉穂製作所が手掛けており、勾配が変わっても車両が常に水平を保つように設計されている。
- 稲佐山公園駐車場内にある中腹駅
- 稲佐山公園から望む山頂駅
- 急な勾配を移動するスロープカー
- 緩い勾配を移動するスロープカー
- 山頂駅に進入するスロープカー
- スロープカーの内装

### スカイウェイ
かつて稲佐山で運行されていた中腹と山頂を結ぶゴンドラリフトである。1990年に民間事業者が開業し、赤字経営を理由に1998年から長崎市が運行を行なっていた。方式は単線自動循環式で営業キロは430 m。
開業時は年間30万人が利用したが、年々利用者が減少して行った上、老朽化や塩害による腐食が進行し、運行に危険が伴うことから2008年（平成20年）3月をもって廃止された。

## テレビ・FM放送所等の通信施設

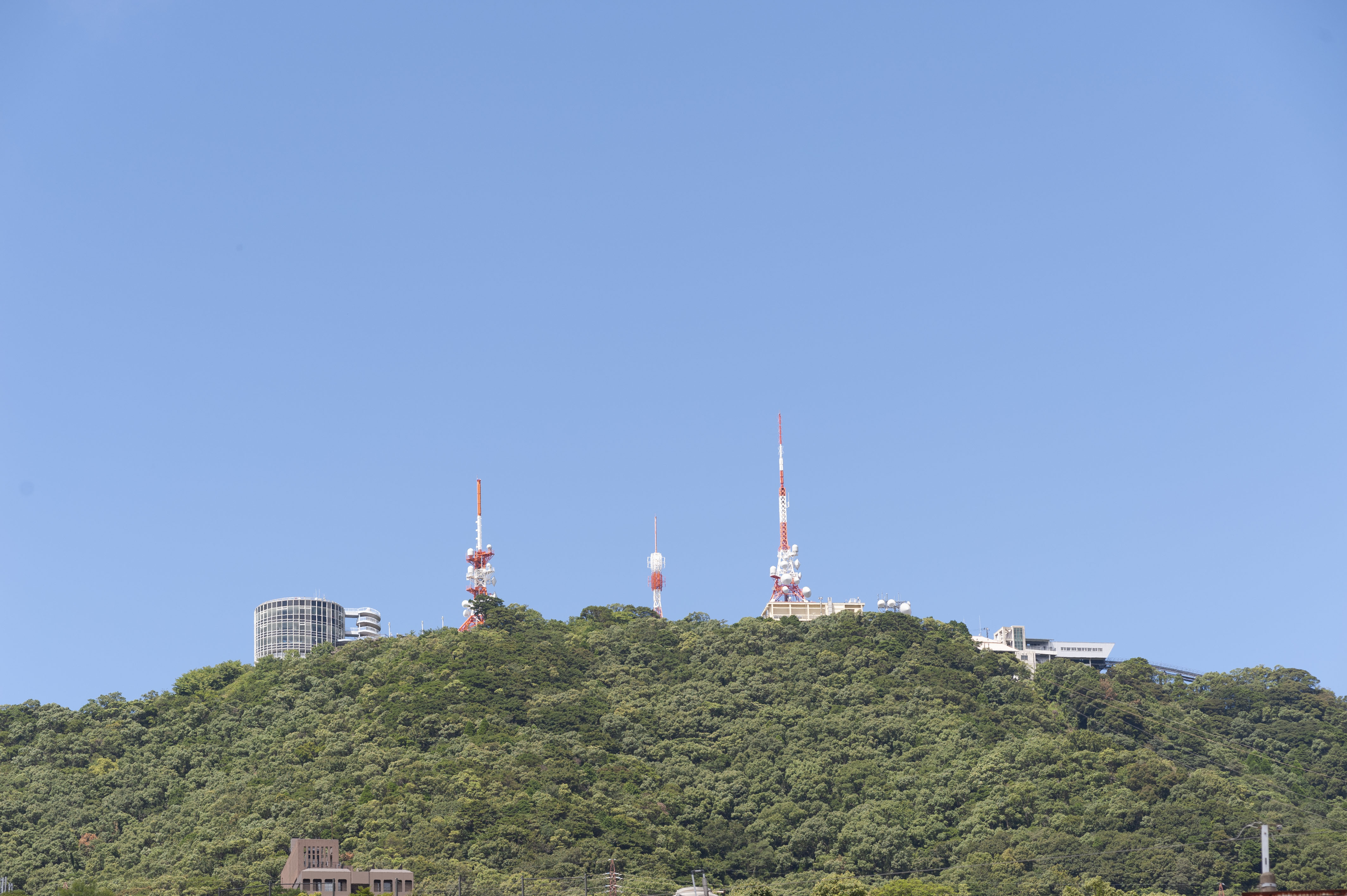
山頂の展望台と電波塔

長崎県のテレビジョン放送・FMラジオ放送の親局が山頂に設けられている。長崎県内は山地が多く平野が少ない。このため、長崎市内にも多くの中継局が設けられている。なお、本項では2016年6月30日に閉局（2013年3月21日に開局）したジャパン・モバイルキャスティングの長崎中継局についても、あわせて記述する。

### 地上デジタルテレビジョン放送送信設備
| ID | 放送局名           | コール サイン | 物理 チャンネル | 空中線 電力 | ERP    | 放送対象地域 | 放送区域 内世帯数 | Gガイド 局名表記 （×はマルチ 放送の番号） | ワンセグ 局名表記   |
| -- | ------------------ | ------------- | --------------- | ----------- | ------ | ------------ | ----------------- | ----------------------------------------- | ------------------- |
| 1  | NHK 長崎総合       | JOAG-DTV      | 15              | 1 kW        | 8.3 kW | 長崎県       | 241,981世帯       | NHK総合×・長崎                            | NHK携帯G・長崎      |
| 2  | NHK 長崎教育       | JOAC-DTV      | 13              | 1 kW        | 8.1 kW | 全国放送     | 241,981世帯       | NHKEテレ×長崎                             | NHK携帯2            |
| 3  | NBC 長崎放送       | JOUR-DTV      | 14              | 1 kW        | 6.3 kW | 長崎県       | 241,981世帯       | NBC長崎放送×                              | NBC長崎放送携帯     |
| 4  | NIB 長崎国際テレビ | JOXH-DTV      | 18              | 1 kW        | 6.3 kW | 長崎県       | 241,981世帯       | 長崎国際テレビ×                           | 長崎国際テレビ1セグ |
| 5  | NCC 長崎文化放送   | JOXI-DTV      | 19              | 1 kW        | 6.3 kW | 長崎県       | 241,981世帯       | NCC長崎文化放送×                          | NCC長崎文化携帯     |
| 8  | KTN テレビ長崎     | JOWH-DTV      | 20              | 1 kW        | 6.3 kW | 長崎県       | 241,981世帯       | テレビ長崎×                               | KTNテレビ長崎携帯   |

- 全局2006年12月1日放送開始。開始当初の空中線電力は100 Wであったが、2007年1月18日に1 kWに増力されている。
- 民放の送信設備は4局共同でNCC・NIB共同の地上アナログの施設に設置。
- NHKはテレビジョン放送・FMラジオ放送共同じ場所から送信。
- リモコンキーIDはVHF局が「1」〜「3」に集約された[16]。また、NBCを除き関東広域圏と[17]、NHK総合・教育とKTNは近畿広域圏とそれぞれ同じである。

### 地上アナログテレビジョン放送送信設備
| チャンネル | 放送局名           | コールサイン | 空中線電力             | ERP                     | 放送対象地域 | 放送区域 内世帯数 |
| ---------- | ------------------ | ------------ | ---------------------- | ----------------------- | ------------ | ----------------- |
| 1          | NHK 長崎教育       | JOAC-TV      | 映像 1 kW/音声 250 W   | 映像 5.1 kW/音声 1.3 kW | 全国放送     | 不明              |
| 3          | NHK 長崎総合       | JOAG-TV      | 映像 1 kW/音声 250 W   | 映像 3.7 kW/音声 930 W  | 長崎県       | 不明              |
| 5          | NBC 長崎放送       | JOUR-TV      | 映像 1 kW/音声 250 W   | 映像 5.6 kW/音声 1.4 kW | 長崎県       | 不明              |
| 25         | NIB 長崎国際テレビ | JOXH-TV      | 映像 10 kW/音声 2.5 kW | 映像 100 kW/音声 25 kW  | 長崎県       | 不明              |
| 27         | NCC 長崎文化放送   | JOXI-TV      | 映像 10 kW/音声 2.5 kW | 映像 87 kW/音声 22 kW   | 長崎県       | 不明              |
| 37         | KTN テレビ長崎     | JOWH-TV      | 映像 10 kW/音声 2.5 kW | 映像 100 kW/音声 26 kW  | 長崎県       | 不明              |

- 送信設備はNBC・KTNは単独で、NCC・NIBは共同で設置（アナログテレビ放送終了後は、民放テレビ4社共同のデジタルテレビ送信所となっている）。
- NHKはテレビジョン放送・FMラジオ放送とも同じ場所から送信。
- 全局共に2011年7月24日正午に放送終了。その後、翌日の7月25日0時までに停波している。
- アナログテレビ放送終了後、旧NBCの施設は鉄塔や放送機器等は全て撤去され建物のみ残っており、2015年10月開始[18]の同局ラジオFM補完中継局はデジタル用の施設を利用している。旧KTNの施設はFM Nagasakiの単独使用となっていたが、モバキャスの長崎中継局開設時はFM Nagasakiとモバキャスの共同使用となっていた。

### FMラジオ放送送信設備
| 周波数 （MHz） | 放送局名                             | コールサイン | 空中線電力 | ERP    | 放送対象地域 | 放送区域内世帯数 |
| -------------- | ------------------------------------ | ------------ | ---------- | ------ | ------------ | ---------------- |
| 79.5           | FMN エフエム長崎 愛称「FM Nagasaki」 | JOHU-FM      | 1 kW       | 2.4 kW | 長崎県       | 不明             |
| 84.5           | NHK 長崎FM                           | JOAG-FM      | 500 W      | 1.6 kW | 長崎県       | 不明             |
| 92.6           | NBC 長崎放送                         | (NBC長崎FM)  | 1 kW       | 2.4 kW | 長崎県       | 245,540世帯      |

- FM Nagasakiは、旧KTNアナログテレビの施設を間借りしていたが、アナログテレビ放送終了後はFM Nagasaki単独の施設となった（施設の看板がアナログテレビ放送終了後、「KTN」から「FM Nagasaki」に取り替えられている）。その後NOTTVの長崎中継局開設中は、モバキャスとの共同使用となっていた。
- NHK長崎放送局は、テレビジョン放送・FMラジオ放送共同じ場所から送信。また同局は、スピルオーバー防止のため出力が抑えられている。
- NBCのFM補完中継局は、2015年6月30日付で予備免許が付与され[19]、同年10月1日に開局[20]。なお、送信所は地上デジタルテレビ用の送信所と同じ鉄塔に設置されている。

### マルチメディア放送送信設備
| 周波数         | 放送局名      | 空中線電力 | ERP   | 放送区域                                          | 放送区域内世帯数 | 運用開始日     | サービス終了日 |
| -------------- | ------------- | ---------- | ----- | ------------------------------------------------- | ---------------- | -------------- | -------------- |
| 214.714286 MHz | Jモバ 長崎MMH | 5 kW       | 28 kW | 長崎県南部の広範囲及び 熊本県天草芦北地域の極一部 | 277,016世帯      | 2013年 3月21日 | 2016年 6月30日 |

- 2013年1月25日に予備免許交付[23][24]、1月29日から試験放送開始[25]、3月21日から本放送開始[26]、2016年6月30日に廃止。
- 送信所は旧KTNアナログテレビ送信所をFM Nagasakiと共同で使用していた（アンテナはKTNアナログテレビのものと交換）。

### その他
- 長崎県防災行政無線[27]、警察庁の中継施設が設置されている。

## 参考資料
1. 1 2  稲佐山公園 国土交通省、2024年3月1日閲覧。
2. ↑  “長崎ロープウェイ、稲佐山公園の指定管理　大和総業などの共同体を選定　音楽フェス誘致など計画”. 長崎新聞 (2024年12月6日). 2025年8月10日閲覧。
3. ↑  長崎市公式観光 稲佐山（イナサヤマ）
4. ↑  “稲佐山山頂電波塔ライトアップ”.   長崎市 (2016年4月4日). 2022年8月3日閲覧。
5. ↑  「世界新三大夜景」に長崎、モナコ、香港を選出」 スポニチアネックス 2012年10月5日付
6. 1 2 3  稲佐山公園・動物ひろば 飼育動物の数減らず、廃止時期「見通せない」長崎市議会 長崎新聞、2024年3月1日閲覧。
7. ↑  長崎県 自然環境ガイドブック 稲佐山 - 長崎県
8. 1 2  『九州運輸要覧』財団法人 九州陸運協会、2005年3月、121頁。
9. ↑  「稲佐山に「光のトンネル」」 長崎新聞2 012年10月5日付
10. 1 2  “稲佐山にスロープカー　長崎の夜景名所、31日から”.   日本経済新聞. 2021年5月10日時点のオリジナルよりアーカイブ。2020年5月15日閲覧。
11. ↑  “海を一望、全面ガラス張り「スロープカー」…駐車場と山頂結ぶ”.   読売新聞. 2020年2月3日時点のオリジナルよりアーカイブ。2020年5月15日閲覧。
12. ↑  “みんなでゆっくり斜面を移動「スロープカー」の魅力”.   公益財団法人国際交通安全学会. 2022年8月3日閲覧。
13. ↑  “【平成の長崎】スカイウェイ廃止も　背景に老朽化、利用者減　今後の在り方を再考”. 長崎新聞社. (2007年1月25日) 2021年7月26日閲覧。
14. ↑  “長崎ロープウェイ｜Q＆A”. 2018年9月3日時点のオリジナルよりアーカイブ。2010年8月21日閲覧。
15. ↑  ホームページ閉鎖のお知らせ - ウェブアーカイブ
16. ↑  青森県・富山県・徳島県・熊本県・大分県・鹿児島県も同様。
17. ↑  NBCが加盟するJNN系列で一般的な「6」は九州・沖縄地方では宮崎放送（MRT）でしか使用されていない。
18. ↑  nbc_radioのツイート（649378052116340736） 2015年10月21日閲覧
19. ↑  長崎放送中波ラジオ難聴地域の一部解消に向けて－中波ラジオ放送のFM方式による補完中継局に、長崎県初の予備免許を付与－
総務省九州総合通信局（2015年6月30日プレスリリース）
20. ↑  NBCラジオの番組がFMラジオでも聞ける！
NBC長崎放送（2019年11月9日閲覧）
21. ↑  「テレビと呼ぶには、面白すぎる」NOTTV、4年超でサービス終了 ITmedia 2016年6月30日 2020年5月24日閲覧
22. ↑  “放送大学学園の使用していた周波数及びV-High帯域の現状”.   総務省 (2018年11月19日). 2020年5月24日閲覧。
23. ↑  携帯端末向けマルチメディア放送局（長崎中継局・鹿児島中継局）に予備免許 - 総務省九州総合通信局（2013年1月25日プレスリリース）
24. ↑  長崎中継局の概要 (PDF)  - 上記リンクの別図
25. ↑  長崎送信所の試験電波発射 - ジャパンモバイルキャスティング
26. ↑  長崎中継局の概要 - ジャパンモバイルキャスティング
27. ↑  長崎県地域防災計画